# Белья-Уньон (муниципалитет)
Белья-Уньон (исп. Bella Unión) — муниципалитет в Уругвае. Административный центр — город Белья-Уньон.

## История
Муниципалитет образован 15 марта 2010 года.

## Состав
В состав муниципалитета входят следующие населённые пункты:
- Белья-Уньон
- Каинса
- Монес-Кинтела
- Куарейм